# Бруно Леоні
Бруно Леоні (італ. Bruno Leoni; 26 квітня 1913 р., м. Анкона — 21 листопада 1967 р., м. Турин) — італійський класично-ліберальний політичний філософ і юрист.

## Біографічні дані
Окрім роботи редактором для політично наукового журналу Il Politico, Леоні був також залучений як секретар, а пізніше зайняв пост президента Товариства «Мон Пелерин».
Викладав в університеті Павії з 1942 року до своєї смерті.
Його відома книга «Свобода і Право», опублікована англійською мовою в 1961 році. У цій роботі він вказує на важливість історичного права (римське цивільне право і англійське загальне право), він дуже критичний до сучасного права та тої ідеї, що право може бути простим результатом прийняття політичних рішень. Ще одним важливим внеском Леоні до правової думки є його теорія про право як окрему індивідуальну претензію (він представляє цю ідею в численних статтях і есе).
Услід за Річардом Познером, Леоні також був одним із батьків школи права і економіки.
Леоні був убитий Освальдо Куеро в 1967 році

## Роботи
Англійською мовою
- Bruno Leoni, 'Freedom and the Law, New York, Nostrand, 1961 Freedom and the Law; PDF version
- Bruno Leoni, Law, Liberty and the Competitive Market, edited by Carlo Lottieri, with a preface by Richard A. Epstein, New Brunswick NJ, Transaction, 2008.
- Bruno Leoni, «The scientific demonstration», with Introduction of Adriano Gianturco Gulisano. Procesos de Mercado, Vol. 6, n° 2, 2009, Universidad Rey Juan Carlos, Madrid, pp. 291—301.

Італійською мовою
- Bruno Leoni, Scritti di scienza politica e teoria del diritto, Introduction by M. Stoppino, Milano, Giuffrè, 1980.
- Bruno Leoni, Le pretese e i poteri: le radici individuali del diritto e della politica, Introduction by Mario Stoppino, Milano, Società Aperta, 1997.
- Bruno Leoni, La sovranità del consumatore, Introduzione di Sergio Ricossa, Roma, Ideazione, 1997.
- Bruno Leoni, Lezioni di filosofia del diritto (ed Carlo Lottieri) Soveria Mannelli, Rubbettino, 2003 (1959).
- Bruno Leoni, La libertà del lavoro (ed. Carlo Lottieri) IBL «Diritto, Mercato, Libertà», Treviglio — Soveria Mannelli, Leonardo Facco — Rubbettino, 2004.
- Bruno Leoni, Il diritto come pretesa (ed Antonio Masala), Introduction by Mauro Barberis, Macerata, Liberilibri, 2004.
- Bruno Leoni, Lezioni di dottrina dello Stato (eds Raffaele De Mucci and Lorenzo Infantino) Soveria Mannelli, Rubbettino, 2004 (1957)
- Bruno Leoni, Il pensiero politico moderno e contemporaneo (ed Antonio Masala), Introduction by Luigi Marco Bassani, Macerata, Liberilibri, 2009.